# Костел святого Йоана Непомуки (Заміхів)
Костел святого Йоана Непомуки  — римо-католицька культова споруда, побудована в селі Заміхові (нині Новоушицького району Хмельницької області) у 1820 році.

## Історія

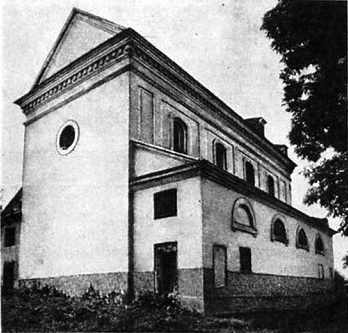
Костел у другій половині ХХ століття

Перший (дерев'яний) костел у Заміхові спорудили 1749 року коштом родини Гумецьких. У 1808-1820 роках цей храм замінила сучасна мурована святиня, збудована на кошти о. Францішка Вавського. Її освятив 1841 року єпископ Францішек Мацкевич. У 1844-1850 роках костел був увінчаний кам'яною скульптурою. За радянської влади 1932 року храм закрили, а відновив він свою діяльність у 1989 році, був реставрований завдяки зусиллям майбутнього єпископа Броніслава Бернацького, котрий працював тоді настоятелем парафії святої Анни у Барі на Вінниччині. Консекрований єпископом Яном Ольшанським.
Зараз Заміхів обслуговують отці-вербісти (згромадження Слова Божого) з парафії Усіх Святих у Струзі.

## Архітектура

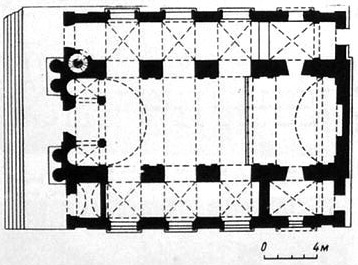
План костелу

Кам'яно-цегляний, прямокутний в плані, базилікальний, тринавний. З північного боку — приміщення з цікавими дерев'яними гвинтовими сходами, що ведуть на хори. Під підлогою східної нави — склеп. Головний фасад прикрашений спареними іонічними півколонами, що фланкують вхід та завершується трикутним фронтоном і атикою з ліпниною. У 1844—1850 рр. був увінчаний кам'яною скульптурою. Бічні фасади пам'ятника розчленовані лопатками. Стіни усередині поштукатурені, прикрашені пілястрами тосканського ордеру і карнизами. Підлога з кам'яних шліфованих плит, у вівтарній частині — цегляне покриття. Дах двосхилий, крівля — залізна.